# Виетт, Жюль Франсуа
Жюль Франсуа Станислас Виетт (фр. Jules François Stanislas Viette; 6 мая 1843, Бламон, Франш-Конте, Ду— 15 февраля 1894, Париж) — французский политический и государственный деятель, журналист, адвокат, мэр Бламона.

## Биография
Родился в семье торговца вином, учился в Безансоне, затем в Париже. Занялся журналистикой, работал в безансонской газете Le Doubs. Увлёкся политикой, боролся с имперским правительством Наполеона III
Накануне войны 1870 года был избран мэром Бламона, затем, участвуя в войне с пруссаками, в качестве капитана отличился в нескольких боях, в частности при Аббевиллере.
В последние годы империи был адвокатом; писал в республиканских газетах. В 1876 г. был избран депутатом, позже переизбирался на каждых выборах; был одним из 363, протестовавших против политики Мак-Магона (1877); с декабря 1887 до февраля 1889 года занимал пост министра сельского хозяйства, затем министра общественных работ (1892—1893).